# Parafia św. Marii Magdaleny w Magdalence
Parafia pw. Świętej Marii Magdaleny w Magdalence – parafia rzymskokatolicka należąca do dekanatu raszyńskiego, archidiecezji warszawskiej, metropolii warszawskiej Kościoła katolickiego. Siedziba parafii mieści się w Magdalence. Obsługiwana przez księży archidiecezjalnych. Obecnie proboszczem jest ks. prał. dr Mirosław Cholewa.  

## Historia
Parafia została erygowana w 1934. 

### Kościół parafialny
Obecny kościół parafialny pochodzi z lat 1938–1939.

## Duszpasterstwo
W parafii działa dom rekolekcyjny Ruchu Odnowy w Duchu Świętym („Wieczernik”) oraz diecezjalny dom rekolekcyjny „Emaus” służący spotkaniom formacyjnym księży i grup neokatechumenalnych.

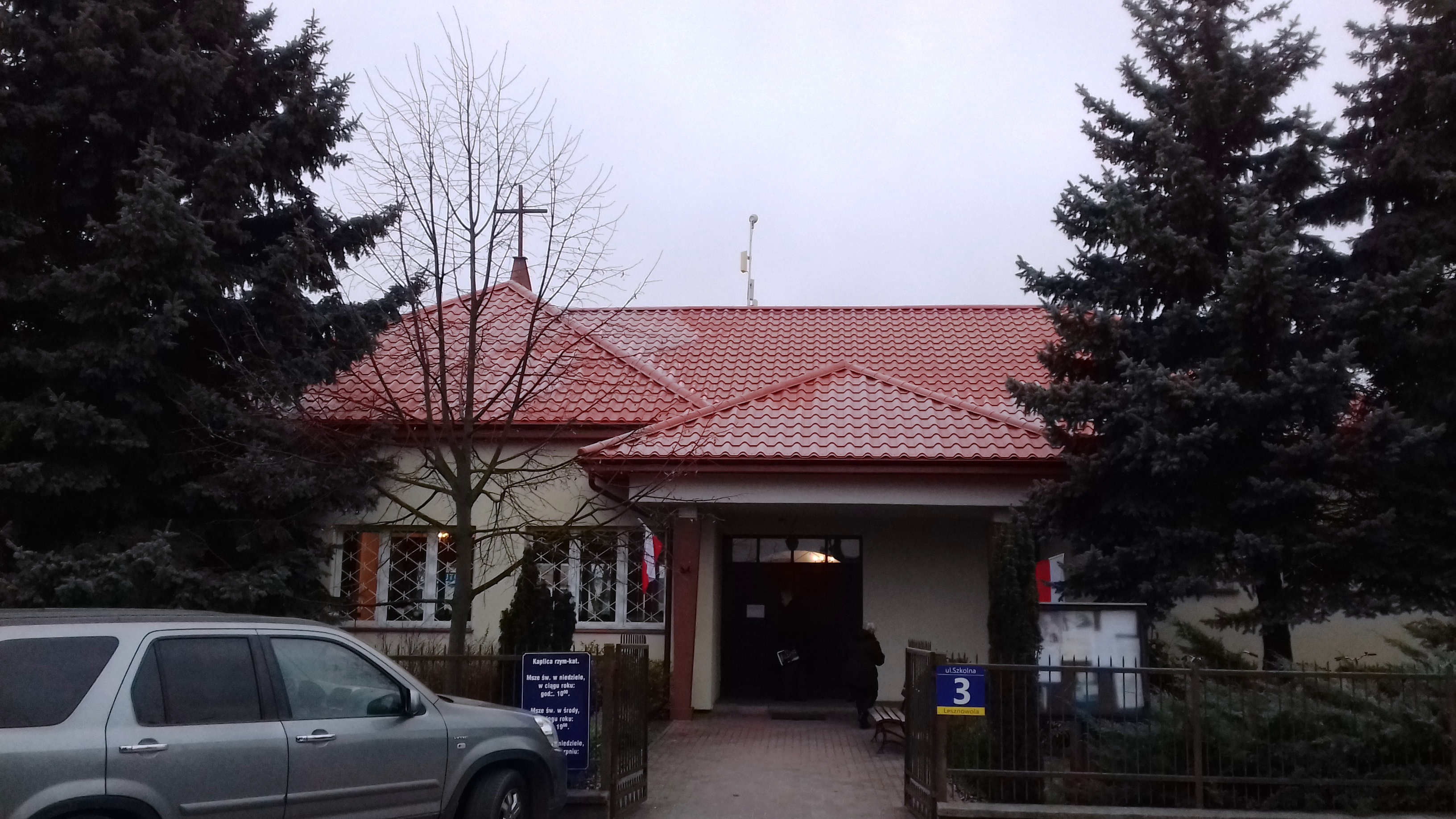
kaplica filialna w Lesznowoli